# Publicidad generada por el consumidor
La publicidad generada por el consumidor es el término que se utiliza para referirse al contenido patrocinado en blogs, wikis, foros, sitios web de redes sociales y sitios web individuales. Este contenido publicitario también se conoce como posts patrocinados, posts pagados o reseñas patrocinadas. El contenido incluye enlaces que apuntan a la página principal o a páginas de productos específicos del sitio web del patrocinador. Algunos ejemplos son los vídeos de Diet Coke y Mentos, el vídeo I've Got a Crush On Obama y las películas de fans de Star Wars. Entre las empresas que han empleado anuncios generados por los consumidores figuran Subaru North America, McDonald's, Rose Parade y Toyota North America.
La práctica del marketing generado por el consumidor lleva varios años utilizándose con la aparición de formas comunales de compartir información, como los weblogs, los tablones de anuncios en línea, los podcasts, la televisión interactiva de banda ancha y otros nuevos medios de comunicación que han sido adoptados por los consumidores a nivel popular para establecer foros comunitarios en los que discutir sus experiencias como clientes.
El marketing generado por el consumidor no es lo mismo que el marketing viral o la publicidad de boca en boca, sin embargo, el resultado de este logra un alto nivel de publicidad dentro de comunidades de gran relevancia. Estas comunidades son extremadamente críticas para el éxito de una marca, y normalmente siguen la regla del 80/20, según la cual el 20 % de los clientes de la marca representan el 80 % de sus ventas. El propio acto de llegar a los consumidores para invitarles a participar como colaboradores y co-creadores es un componente fundamental de la campaña de marketing. El constructo se presta naturalmente a otras actividades de marketing de consumo, como el "Marca Comunitaria" y la "Busquedad Comunitaria".

## Publicidades Patrocinadas
Los posts patrocinados se han definido como las entradas o posts promocionados que contienen enlaces que apuntan a una página web o a páginas de productos específicos del sitio web del patrocinador por los que el creador del contenido recibe una compensación en forma de dinero, productos, servicios o de otras maneras. A diferencia de los anuncios gráficos (en forma de banners o botones), que existen desde hace tiempo en los sitios web, los contenidos patrocinados pueden adoptar la forma de comentarios, reseñas, opiniones, vídeos u otros contenidos. Forrester Research utiliza el término "conversación patrocinada", que implica el pago a los blogs y otros consumidores que generan la publicidad, para crear contenido transparente y genuino sobre la marca.

## Marketing Comunal
El marketing comunitario se refiere a una práctica de marketing que incorpora la participación del público en el desarrollo de una campaña de publicidad/marketing. Una campaña de este tipo invita a los consumidores a compartir sus ideas o a expresar lo que la marca significa para ellos a través de sus propias historias personales, con el uso de medios impresos, películas o audio. El contenido resultante, generado por los consumidores, se incorpora a la campaña. Por último, el resultado de esta colaboración se exhibe, a menudo en una campaña multimedia, para invitar a la comunidad ampliada de personas afines a compartir los resultados, creando así un vínculo comunitario entre los "campeones de la marca como anunciantes" y otras personas que tienen una afinidad natural con lo que la marca ofrece. El resultado proporciona a la marca una forma de crear una conexión más profunda con su mercado principal, al tiempo que abre nuevas vías para ampliar la relación a nuevos clientes.
Cada vez que una marca se acerca a su audiencia para invitarla a colaborar en el desarrollo de una campaña publicitaria, está participando en un esfuerzo de "branding comunitario". Cada vez que las decisiones de marketing son el resultado de la comunicación con el público de la marca para ayudar a impulsar el desarrollo de una campaña, están participando en una "investigación comunal". Por ejemplo, Peter Jackson, en la realización de El Señor de los Anillos, se puso en contacto con los fieles seguidores del libro para que le ayudaran a opinar sobre algunas decisiones importantes de la dirección.

## Recompensa a los clientes
Joel Moss Levinson ganó 11 concursos de marketing generados por los consumidores, y ganó más de 200.000 dólares en dinero y premios, creando jingles corporativos y anuncios cortos.
Fidelización de cliente
La fidelidad del cliente puede definirse como el resultado de una experiencia emocional consistentemente positiva, la satisfacción basada en atributos físicos y el valor percibido de una experiencia, que también incluye productos o servicios. La fidelidad del cliente también puede relacionarse con la gestión de la experiencia del cliente, ya que combina los elementos físicos, emocionales y de valor de una experiencia en una experiencia unificada. Mantener a un cliente fiel le cuesta a una empresa menos dinero que adquirir otros nuevos. La gestión de la experiencia del cliente es una de las formas más rentables de impulsar la satisfacción, la retención y la fidelidad de los clientes. La fidelidad de los clientes es importante para una empresa porque los clientes fieles suelen garantizar las ventas y es más probable que compren productos y servicios complementarios de alto margen. Los clientes fieles también ayudan a las organizaciones a reducir los costes relacionados con la educación del consumidor y el marketing, especialmente cuando los clientes fieles se convierten en promotores netos de la empresa. Los programas de experiencia del cliente son una de las formas más eficaces de diferenciar una organización de sus competidores. Este nivel de diferenciación impulsa eficazmente la fidelidad de los clientes cuando éstos se implican a nivel emocional, intelectual o espiritual.
Los programas de fidelización de clientes son una forma eficaz de mejorar los niveles de retención de clientes y la rentabilidad de una organización. Para crear una clientela fiel, las organizaciones deben reconocer y recompensar a sus mejores clientes. Los programas de fidelización pueden ser utilizados por las empresas para incentivar y satisfacer a los clientes más valiosos, lo que a su vez puede ayudar a las empresas a mejorar su base de clientes y también su rentabilidad. Los programas de fidelización de una organización les permiten centrarse en los clientes fieles y mejorar los niveles de satisfacción. Los clientes fieles tienden a comprar más productos y suelen estar dispuestos a pagar más del precio habitual, lo que a su vez puede impulsar el flujo de caja de una organización. El aumento de la fidelidad de los clientes también prolonga el tiempo en el que se relacionan con la empresa, lo que significa que se quedarán con ella más a menudo y durante un periodo más largo.
Los programas de fidelización de clientes también ayudan a las empresas a mejorar su triple cuenta de resultados a través de los datos recogidos durante el transcurso de los programas de fidelización de clientes. También ayuda a las empresas a identificar el comportamiento de los clientes y a centrarse en ellos para idear estrategias que puedan ayudar a las organizaciones a recompensar a sus clientes fieles. Los programas de fidelización también pueden utilizarse para recuperar la atención de los clientes que se alejan de la empresa. Los datos generados por un programa de fidelización pueden ofrecer otra información útil. Puede ayudar a señalar los patrones de deserción de los clientes y también a ayudar a las organizaciones a mejorar su gama de productos y su selección de existencias.